# گوئنپ
گوئنپ (به انگلیسی: Gwennap) یک روستا و محله مدنی در بریتانیا است که در کورنوال واقع شده‌است. گوئنپ ۱٬۵۷۴ نفر جمعیت دارد.